# Kalisana
Kalisana is een bestuurslaag in het regentschap Kebumen van de provincie Midden-Java, Indonesië. Kalisana telt 2277 inwoners (volkstelling 2010).